# 5669 (année hébraïque)
5669 (hébreu : ה'תרס"ט , abbr. : תרס"ט) est une année hébraïque qui a commencé à la veille au soir du 26 septembre 1908 et s'est finie le 15 septembre 1909. Cette année a compté 355 jours. Ce fut une année simple dans le cycle métonique, avec un seul mois de Adar. Ce fut la sixième année depuis la dernière année de chemitta.

## Calendrier
Ce calendrier hébraïque de l'année 5669 donne les correspondances avec les dates du calendrier grégorien.
Le premier nombre dans chaque case correspond au jour du mois hébraïque. Les jours en couleurs sont des jours remarquables juifs .
| ◄◄ | 5669 | ►► |

## Naissances
- Werner von Haeften
- Simon Wiesenthal

## Décès
- Ben Ich Haï

5664 - 5665 - 5666 - 5667 - 5668 - 5669 - 5670 - 5671 - 5672 - 5673 - 5674